# Johannes Engels
Johannes Engels (* 18. September 1959 in Düren) ist ein deutscher Althistoriker.
Johannes Engels studierte zwischen 1978 und 1984 Geschichte, Latinistik, Gräzistik, Byzantinistik und Erziehungswissenschaft an der Universität zu Köln. 1983 und 1984 legte er das erste und das zweite Staatsexamen für Geschichte, Altgriechisch und Erziehungswissenschaft ab. Anschließend war 1985/1986 er Stipendiat der Gerda Henkel Stiftung. 1986 folgte ein weiteres Staatsexamen für Latein. Von 1986 bis 1989 arbeitete Engels als Wissenschaftlicher Mitarbeiter im Fachbereich Alte Geschichte der Universität Münster. 1987 erfolgte die Promotion in Köln, Titel der Dissertation war Studien zur politischen Biographie des Hypereides: Athen in der Epoche der lykurgischen Reformen und des makedonischen Universalreiches. Seit 1989 wirkte Engels als Wissenschaftlicher Assistent im Institut für Altertumskunde der Universität zu Köln. 1992 war er als Dozent im Rahmen des Erasmus-Programmes an der Universität Leuven.
Während des Wintersemesters 1995/1996 habilitierte sich Engels in Köln für Alte Geschichte mit der Habilitationsschrift Augusteische Oikumenegeographie und Universalhistorie im Werk Strabons von Amaseia. Anschließend war er Lehrbeauftragter in Köln, 1996/1997 zusätzlich in Münster, 1997 erneut Erasmus-Dozent in Leuven. Im Sommersemester 1997 lehrte er als Lehrstuhlvertreter an der Universität Greifswald, 1997 und 1998 für zwei Semester an der Universität Trier, 1999/2000 für zwei Semester an der Universität München. 2000 war er wieder Privatdozent in Köln, 2001/2002 lehrte er vertretungsweise als Akademischer Rat an der Universität Tübingen. 2002 wurde Engels in Köln zum außerplanmäßigen Professor in Köln ernannt. Zudem war er zeitweise Lehrbeauftragter an der Universität Leipzig, der RWTH Aachen und der Universität Wuppertal. 2012/2013 vertrat er den althistorischen Lehrstuhl an der Universität Kassel. Von 2014 bis 2018 war er auf einer befristeten Oberratsstelle an der Universität Bonn tätig, seitdem wieder an als außerplanmäßiger Professor an der Universität Köln.
In der Fortsetzung von Felix Jacoby Die Fragmente der griechischen Historiker steuerte Engels 1998 die Arbeiten zu Stesimbrotos von Thasos, Antisthenes von Athen, Phainias von Eresos und Philiskos von Milet bei. Engels ist auch an Brill’s New Jacoby beteiligt.

## Schriften
- Studien zur politischen Biographie des Hypereides. Athen in der Epoche der lykurgischen Reformen und des makedonischen Universalreiches (= Quellen und Forschungen zur Antiken Welt. Band 2). Tuduv, München 1989; erweiterte und durchgesehene zweite Auflage München 1993, ISBN 3-88073-487-9 (= Dissertation).
- „Funerum sepulcrorumque magnificentia“. Begräbnis- und Grabluxusgesetze der griechisch-römischen Welt mit Ausblicken auf das christliche Mittelalter und die Neuzeit (= Hermes Einzelschriften. Band 78). Franz Steiner, Stuttgart 1998, ISBN 3-515-07236-5.
- Augusteische Oikumenegeographie und Universalhistorie im Werk Strabons von Amaseia (= Geographica Historica. Band 12). Franz Steiner, Stuttgart 1999, ISBN 3-515-07459-7.
- Philipp II. und Alexander der Große (Geschichte kompakt – Antike). Wissenschaftliche Buchgesellschaft, Darmstadt 2006, ISBN 3-534-15590-4.
- Die sieben Weisen. Leben, Lehren und Legenden (C. H. Beck Wissen). C. H. Beck, München 2010, ISBN 978-3-406-58785-6 (spanische Übersetzung 2012).